# Kummerow (Mecklenburgische Seenplatte)
Kummerow è un comune del Meclemburgo-Pomerania Anteriore, in Germania.
Appartiene al circondario della Seenplatte del Meclemburgo ed è parte della comunità amministrativa (Amt) di Malchin am Kummerower See.